# Saint-Ouen-de-Pontcheuil
Saint-Ouen-de-Pontcheuil là một xã của tỉnh Eure, thuộc vùng Normandie, miền bắc nước Pháp.